# Cutusuma (Chulumani)
Cutusuma ist eine Ortschaft im Departamento La Paz im südamerikanischen Andenstaat Bolivien.

## Lage im Nahraum
Cutusuma ist zentraler Ort des Kanton Villa Asunta (auch: Kanton Cutusuma) im Municipio Chulumani in der Provinz Sud Yungas. Die Ortschaft liegt auf einer Höhe von 1701 m fünfzehn Kilometer nordwestlich des Río Boopi, einem Quellfluss des Río Beni.

## Geographie
Cutusuma liegt in den bolivianischen Yungas am Ostabhang des Hochgebirgsrückens der Cordillera Real. Die Region weist ein ausgesprochenes Tageszeitenklima auf, bei dem die mittlere Temperaturschwankung im Tagesverlauf deutlicher ausfällt als im Ablauf der Jahreszeiten.
Die Jahresdurchschnittstemperatur der Region liegt bei 21 °C (siehe Klimadiagramm Chulumani), die durchschnittlichen Monatswerte schwanken nur unwesentlich zwischen 18 °C im Juli und 22 °C im Dezember. Der Jahresniederschlag beträgt etwa 1150 mm, die Monatsniederschläge liegen zwischen etwa 20 mm in den Monaten Juni und Juli und mehr als 150 mm von Dezember bis Februar.

## Verkehrsnetz
Cutusuma liegt in einer Entfernung von 151 Straßenkilometern östlich von La Paz, der Hauptstadt des gleichnamigen Departamentos.
Von La Paz führt die asphaltierte Nationalstraße Ruta 3 in nordöstlicher Richtung 60 Kilometer bis Unduavi, von dort zweigt die unbefestigte Ruta 25 in südöstlicher Richtung ab und erreicht nach 69 Kilometern Chulumani. Von dort führt eine Landstraße dreizehn Kilometer zur Ortschaft Ocobaya und erreicht nach weiteren neun Kilometern Cutusuma.

## Bevölkerung
Die Einwohnerzahl der Ortschaft ist in den vergangenen beiden Jahrzehnten auf mehr als das Vierfache angestiegen:
| Jahr | Einwohner | Quelle       |
| ---- | --------- | ------------ |
| 1992 | 93        | Volkszählung |
| 2001 | 331       | Volkszählung |
| 2012 | 416       | Volkszählung |
| 2024 |           | Volkszählung |

Die Region weist einen hohen Anteil an Aymara-Bevölkerung auf, im Municipio Chulumani sprechen 49,9 Prozent der Bevölkerung Aymara.